# Газовая маска

Приговорённый фиксируется на кресле, маска надевается ему на лицо

Га́зовая ма́ска — вид смертной казни, при котором смерть приговорённого достигается путём асфиксии азотом. Разработан в США как альтернатива смертельной инъекции ввиду серьёзных трудностей с поставками необходимых препаратов для её проведения. В отличие от газовой камеры (не применяется в США с 1999 года), не требует специально сконструированного герметичного помещения и, по заявлениям создателей, более гуманен.
На сегодняшний день данный метод узаконен в семи штатах: Алабаме, Аризоне, Вайоминге, Калифорнии, Миссисипи, Миссури и Оклахоме.

## Описание
На лицо приговорённого накладывается специальная маска, через которую подаётся газ. Согласно законодательству Миссисипи и Оклахомы, для этой цели должен использоваться чистый азот. В законодательствах четырёх остальных штатов конкретный газ не указан.

## Опыт применения на практике
Первая казнь с применением газовой маски состоялась в штате Алабама в исправительном учреждении Уильяма С. Холмана в Атморе 25 января 2024 года. Кеннет Юджин Смит, убийца, стал первым человеком, казнённым таким способом. Очевидцы, присутствовавшие на казни, рассказали, что Смит корчился, бился в конвульсиях и задыхался в течение нескольких минут, прежде чем умер. Это заняло около 22 минут.
Казнь другого приговорённого, Деметриуса Фрейзера, продлилась 13 минут. По словам очевидцев, он трясся, сделал несколько тяжёлых вдохов и поднимал руки над кушеткой в момент процесса казни.